# Haazinu
Haazinu, Ha'azinu, o Ha'Azinu (ebraico: הַאֲזִינוּ — tradotto in italiano: "ascoltate", incipit di questa parashah) 53ª porzione settimanale della Torah (ebr. פָּרָשָׁה – parashah o anche parsha/parscià) nel ciclo annuale ebraico di letture bibliche dal Pentateuco, decima nel Libro del Deuteronomio. Rappresenta il passo Deuteronomio 32:1-52, che gli ebrei della Diaspora leggono nello Shabbat tra la festività di Rosh haShanah e quella di Sukkot, generalmente in settembre o ottobre.
La parshah riporta la cantica finale di Mosè - un atto d'accusa dei peccati degli Israeliti, una profezia della loro punizione, e una promessa di redenzione finale da parte di Dio.
La parte maggiore della parashah, la cantica di Deuteronomio 32:1-43, appare nel rotolo della Torah in un formato di due colonne specifiche, riflettendo la struttura poetica del testo, dove in ogni riga un colon viene a corrispondere con la successiva unità concettuale parallela.

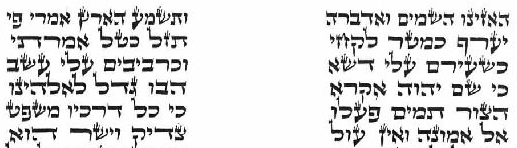
Inizio della Parashah Haazinu come appare su un rotolo della Torah.

## Haftarah
La haftarah della parashah è il cantico di David, 2 Samuele 22:1-51. Sia la parashah che la haftarah espongono l'inno di un grande leader. Entrambe, la parasha (in Deuteronomio 32:4 e 32:18 e la haftarah (in 2 Samuele 22:1 e 22:2) si riferiscono a Dio come Roccia.